# Dalia Nera (romanzo)
Dalia Nera (The Black Dahlia) è un romanzo di genere "neo"-noir scritto da James Ellroy, ispirato a un fatto realmente accaduto, l'omicidio di Elizabeth Short, aspirante attrice soprannominata "Dalia Nera".
Dalia Nera è il primo libro della tetralogia della Los Angeles Nera, romanzi ambientati tra gli anni quaranta e gli anni cinquanta a Hollywood. In Italia, è stato pubblicato dalla Arnoldo Mondadori Editore nel 1989.

## Trama
1946: la polizia di Los Angeles organizza un incontro di boxe tra gli agenti di pattuglia Dwight "Bucky" Bleichert e Leland "Lee" Blanchard in modo da raccogliere fondi da destinare ai vari dipartimenti. L'evento è promosso come "Fuoco contro Ghiaccio", riflettendo i diversi stili pugilistici e la differente personalità dei due sfidanti: Lee è estroverso e gioviale, nonché già famoso per aver catturato il famigerato rapinatore di banche Bobby De Witt; Bucky è cauto, riservato e tormentato dal senso di colpa per cose fatte in passato.
Tempo dopo i due vengono promossi a lavori in borghese nella divisione Warrants e cominciano a collaborare insieme. Bucky forma rapidamente uno stretto legame con Lee e la compagna Kay, vedendoli come una famiglia surrogata. La donna è attratta da mr. Ghiaccio e tenta di sedurlo, rivelando che la sua relazione con Lee è puramente platonica, ma Bucky respinge comunque le sue avances per evitare di turbare l'armoniosa amicizia tra i tre.
Nel gennaio 1947, mentre Lee e Bucky sono alla ricerca dell'omicida pedofilo Raymond Nash e sono protagonisti di una sparatoria nel quale muoiono quattro persone, viene scoperto il corpo orribilmente mutilato della giovane Elizabeth Short: cadavere tranciato di netto a metà, seni massacrati, pezzi di pelle tagliati via, faccia deturpata da un ampio squarcio, bruciature ovunque, vari organi asportati. L'assassinio della ragazza, che la stampa soprannomina "Dalia Nera", ricorda a Lee la scomparsa irrisolta della sorella minore Laurie e lo spinge a offrire come volontari per le indagini se stesso e Bucky, il quale vorrebbe invece proseguire nelle ricerche di Nash. Uno degli altri detective incaricati del caso, il controverso Fritz Vogel, è in combutta col viceprocuratore distrettuale Ellis Loew che spera di utilizzare il caso per lanciare la sua carriera politica: insieme cercano ripetutamente di incastrare uomini innocenti per chiudere rapidamente il caso. Bucky è inizialmente risentito per il suo coinvolgimento nel caso, ma gradualmente diventa ossessionato dal caso Short man mano che viene a conoscenza della sua vita libertina, caotica e infelice, passata tra un amante e l'altro nel desiderio di sfondare nel mondo del cinema.
Le prime indagini portano Bucky a Madeleine Sprague, una ricca e viziata ragazza che somiglia molto a Short di cui era anche un'amante; in cambio della soppressione delle prove sul suo coinvolgimento da parte di Bucky, Madeleine gli offre favori sessuali. Bucky incontra il resto della famiglia della ragazza compreso il suo tirannico padre Emmett, un amorale imprenditore, sua moglie Ramona e l'altra loro figlia, Martha, aspirante artista. A mr. Ghiaccio viene nominato anche George Tilden, un vecchio amico di Emmett rimasto gravemente sfigurato in un incidente e successivamente divenuto un tuttofare solitario nella tenuta Sprague.
Lee è sempre più irrequieto; oltre ad essere coinvolto nel caso Short, è anche preoccupato per l'imminente scarcerazione di De Witt; viene anche aggredito da un inferocito Bucky quando Nash uccide ancora prima di essere freddato dalla polizia. Mr. Ghiaccio rinviene poi un breve film pornografico con Elizabeth Short girato da un fantomatico regista messicano; a vederlo Lee dà i numeri e fugge a Tijuana, apparentemente per rintracciare l'uomo che ha realizzato il cortometraggio. Il partner lo segue e, poco tempo dopo, si imbatte nel cadavere di De Witt, che si dice sia stato assassinato insieme al trafficante di droga messicano Felix Chasco da poliziotti corrotti assoldati da Lee. Nonostante la morte di De Witt, mr. Fuoco non si fa vivo e Bucky torna quindi a Los Angeles.
Bucky scopre che Fritz Vogel ha nascosto alcune prove per nascondere il fatto che Elizabeth Short, poco prima della sua morte, era stata assunta da lui per far perdere la verginità al figlio Johnny. Questi viene costretto alla confessione e ed è arrestato per adescamento, mentre suo padre si suicida. Bucky viene messo in ferie per due settimane e sfrutta il tempo libero per tornare in Messico a cercare Lee. Qui apprende da un investigatore privato che mr. Fuoco è stato assassinato da una donna messicana, probabilmente l'amante di Chasco in cerca di vendetta; ne rinviene infine il cadavere, sepolto sulla spiaggia di Ensenada. Ritorna a Los Angeles e racconta tutto a Kay, che a sua volta rivela come Lee fosse il vero leader della banda De Witt prima di ribellarsi ai suoi ex complici per fermare gli abusi del gangster nei confronti di Kay. Bucky, inorridito da questa rivelazione, perdona idealmente Lee e successivamente sposa Kay. Mette quindi fine alla sua relazione con Madeleine e si lascia alle spalle l'irrisolto caso Short.
I superiori di Bucky lo puniscono per il suo ruolo nella fine dei Vogel trasferendolo all'unità scientifica, stroncandogli la carriera; il matrimonio felice con Kay intanto si deteriora gradualmente. Due anni dopo, gli viene assegnato il compito di raccogliere prove sul suicidio di un ex amico di Emmett, Eldridge Chambers. Recandosi a parlare con la vedova di questi, vede un dipinto di un clown grottesco con un 'sorriso di Glasgow' simile alle mutilazioni facciali di Elizabeth Short. L'interesse di Bucky per il caso della Dalia Nera viene risvegliato: sorveglia la villa degli Sprague e scopre che Madeleine si trucca spesso per assomigliare alla defunta ragazza e adesca marinai negli stessi bar che la Dalia Nera una volta frequentava. Bucky affronta la donna, la quale spiega che ha imitato la defunta attrice per attirarlo a sé, avendo sviluppato una fissazione sessuale su di lui. I due rinnovano dunque la loro relazione, costringendo Kay a fuggire dal marito.
Durante lo spettacolo per celebrare la rimozione delle ultime quattro lettere dell'insegna Hollywoodland, si scopre che una baracca vicina contiene un materasso ricoperto di sangue essiccato. Bucky conduce un esame forense della casupola e determina che è il luogo in cui Elizabeth Short è stato torturata e uccisa. Associa poi le impronte digitali trovate nella baracca a Tilden e scopre che questa è di proprietà di Emmett.
Bucky affronta Madeleine ed Emmett, che si rivelano amanti ma spiegano che la loro non sia una relazione incestuosa poiché la ragazza non è in realtà la figlia di lui ma il frutto di una tresca tra Ramona e Tilden, per la quale Emmett si è vendicato sull'amico sfigurandolo con un coltello. Anni dopo, Madeleine aveva girato il film porno con Short in una delle case vuote di Emmett e Tilden, in quanto testimone, si era innamorato della Dalia. Successivamente aveva ricattato Emmett e Madeleine minacciando di rivelare che la sua deturpazione era il risultato dell'aggressione del patriarca piuttosto che di un incidente stradale a meno che sua figlia non gli avesse organizzato un appuntamento con Elizabeth Short. Inoltre, Emmett rivela anche che Tilden, figlio di un celebre anatomista, è sempre stato ossessionato dai cadaveri e abitualmente riesuma i cadaveri per raccoglierne gli organi. Consapevole di non poter smascherare pubblicamente gli Sprague per timore di essere condannato anche lui per soppressione delle prove, Bucky rintraccia Tilden e, aggredito da questi, lo uccide.
L'omicidio è apparentemente risolto, ma Bucky è infastidito da una discrepanza nei fascicoli del caso e va a parlare con Martha, dalla quale scopre che aveva spifferato a Lee il coinvolgimento di Emmett e Madeleine nei primi giorni delle indagini, e lui aveva adoperato questa scoperta per ricattare Emmett estorcendogli 100.000 dollari con cui andare in Messico non a cercare il regista del film porno ma per far uccidere De Witt, il quale aveva cercato rifugio laggiù sfuggendo alla libertà vigilata; la morte di Chasco era servita a far passare tutto come un episodio di contrattazioni finito male. La sparatoria avvenuta durante le ricerche di Nash avevano coperto la morte di un altro membro della banda.
Uno sconvolto Bucky incontra infine la vedova di Chambers e scopre che il dipinto del clown rappresenta un personaggio del romanzo L'uomo che ride. Ricordando la coincidenza per cui una copia del libro è stata trovata nella baracca dove Elizabeth Short è stato uccisa, realizza che Chambers ha acquistato il dipinto da Ramona. Questa confessa a Bucky di essere la vera assassina, avendo ucciso per gelosia la Dalia Nera nella baracca di Emmett dopo aver fatto irruzione al loro appuntamento; aveva convinto Tilden a lasciarle uccidere la ragazza promettendogli di lasciargliene gli organi dopo l'omicidio. Aveva infine successivamente venduto il dipinto a Chambers "come atto di epurazione".
Mentre vacilla sull'opportunità di arrestare o meno Ramona, Bucky scopre che Madeleine si sta nuovamente travestendo da Elizabeth Short e alla fine, per attirarne nuovamente l'attenzione, gli rivela che è stata lei, travestita da donna messicana, a uccidere Lee al fine di recuperare i 100.000 dollari che aveva estorto a Emmett. Mr. Ghiaccio la arresta e lei viene mandata in manicomio ma si vendica rivelando la soppressione delle prove da parte del poliziotto provocandone il licenziamento dalla polizia di Los Angeles. Bucky, ormai demoralizzato, non rivela ciò che sa su Ramona e il caso Short rimane ufficialmente irrisolto.
Tempo dopo Kay scrive a Bucky dicendogli che è incinta, e lui la raggiunge pregando affinché lo spirito di Elizabeth Short vegli su di lui nella sua nuova casa a Boston.

## Edizioni in italiano
- James Ellroy, Dalia nera, traduzione di Luciano Lorenzin, A. Mondadori, Milano 1989 ISBN 88-04-32454-6
- James Ellroy, Dalia nera, traduzione di Luciano Lorenzin, A. Mondadori, Milano 1991 ISBN 978-88-04-35030-9
- James Ellroy, Dalia nera, traduzione di Luciano Lorenzin, Mondadori, Milano 2001 ISBN 88-04-49645-2
- James Ellroy, Dalia nera, traduzione di Luciano Lorenzin, La biblioteca di Repubblica, Roma 2003
- James Ellroy, Dalia nera, traduzione di Luciano Lorenzin, Oscar Mondadori, Milano 2004 ISBN 978-88-04-53270-5 ISBN 978-88-04-68529-6
- James Ellroy, Dalia nera, traduzione di Luciano Lorenzin, Omnibus Mondadori, Milano 2006 ISBN 978-88-04-56304-4
- James Ellroy, Dalia nera, traduzione di Luciano Lorenzin, Oscar Mondadori, Milano 2011 ISBN 978-88-04-60623-9
- James Ellroy, Dalia nera, traduzione di Luciano Lorenzin, Mondadori, Milano 2017 ISBN 978-88-04-68529-6

## Cinema
Dal romanzo è stata tratta una trasposizione cinematografica nel 2006, The Black Dahlia diretto da Brian De Palma.

## Adattamento illustrato
- Matz, Miles Hyman, David Fincher, La dalia nera, dal romanzo di James Ellroy; adattamento: Matz & David Fincher; disegni: Miles Hyman; lettering: Jean-Luc Ruault, Einaudi, Torino 2014 ISBN 978-88-06-22023-5